# Shot Me Down
«Shot Me Down» es una canción realizada por el disc jockey y productor francés David Guetta, con la colaboración de la cantante estadounidense Skylar Grey; incluida en el primer extended play, Lovers On The Sun y en el sexto álbum de estudio de Guetta, Listen. Fue lanzada como sencillo en formato digital en el Reino Unido, el 10 de febrero de 2014 debutando en el número 4 en la lista de sencillos. También logró ingresar en el top 10 de las listas de Australia, Francia, Israel, Dinamarca, Austria, Suiza e Irlanda. Contiene el sample de «Bang Bang (My Baby Shot Me Down)», canción originalmente interpretada por Cher en 1966 y también versionada y popularizada por Nancy Sinatra en ese mismo año.

## Lista de canciones
| Descarga digital |                                    |          |  |
| N.º              | Título                             | Duración |  |
| 1.               | «Shot Me Down» (Radio edit)        | 3:11     |  |
| 2.               | «Shot Me Down» (Versión extendida) | 5:15     |  |

## Posicionamiento en listas y certificaciones
| Lista (2014)                            | Mejor posición |
| --------------------------------------- | -------------- |
| Alemania (Media Control AG)             | 13             |
| Australia (ARIA)                        | 3              |
| Austria (Ö3 Austria Top 40)             | 9              |
| Bélgica (Flandes) (Ultratop 50)         | 11             |
| Bélgica (Valonia) (Ultratop 50)         | 3              |
| Canadá (Hot 100)                        | 66             |
| Dinamarca (Tracklisten)                 | 8              |
| Escocia (Scottish Singles Top 40)       | 3              |
| Eslovaquia (Radio Top 100 Chart)        | 19             |
| España (Top 100 Canciones)              | 1              |
| Estados Unidos (Hot Dance Club Songs)   | 35             |
| Estados Unidos (Dance/Electronic Songs) | 15             |
| Finlandia (OFC)                         | 8              |
| Francia (SNEP)                          | 6              |
| Hungría (Single Top 20)                 | 9              |
| Irlanda (IRMA)                          | 7              |
| Israel (Media Forest)                   | 3              |
| Italia (FIMI)                           | 17             |
| Nueva Zelanda (Recorded Music NZ)       | 20             |
| Países Bajos (Dutch Top 40)             | 17             |
| Reino Unido (UK Singles Chart)          | 4              |
| Reino Unido (UK Dance Chart)            | 3              |
| República Checa (Radio Top 100 Chart)   | 13             |
| Suecia (Sverigetopplistan)              | 16             |
| Suiza (Schweizer Hitparade)             | 6              |

| País        | Lista (2014)                | Posición | Ref.   |
| ----------- | --------------------------- | -------- | ------ |
| Australia   | ARIA Singles Chart          | 53       | [ 30 ] |
| Bélgica     | Ultratop valona             | 23       | [ 31 ] |
| Reino Unido | The Official Charts Company | 99       | [ 32 ] |
| Suiza       | Schweizer Hitparade         | 70       | [ 33 ] |

### Certificaciones
| País        | Organismo certificador | Certificación | Ventas  | Ref.   |
| ----------- | ---------------------- | ------------- | ------- | ------ |
| Australia   | ARIA                   | 2× Platino    | 140 000 | [ 34 ] |
| Canadá      | Music Canada           | Oro           | 40 000  | [ 35 ] |
| Italia      | FIMI                   | Oro           | 15 000  | [ 36 ] |
| Reino Unido | BPI                    | Plata         | 200 000 | [ 37 ] |
| Suecia      | IFPI (Suecia)          | Platino       | 40 000  | [ 38 ] |
| Suiza       | IFPI (Suiza)           | Oro           | 15 000  | [ 39 ] |